# Бреффу
Бреффу — лидер акваму во время восстания рабов 1733 года на острове Сент-Джон (тогда известном как Санкт-Ян) в Датской Вест-Индии. Она покончила с собой вместе с 23 другими повстанцами, чтобы избежать попадания в руки врага, когда в 1734 году восстание терпело поражение.

## Восстание рабов на Санкт-Яне
Бреффу была рабыней, трудившейся на плантации, принадлежавшей Питеру Крейеру, в Корал-Бее. 23 ноября 1733 года, услышав сигнал пушки, выпущенной из форта Фредериксварн, Бреффу вошла в главный хозяйский дом и убила Крейера с его женой. Взяв весь порох и боеприпасы, хранившиеся в доме, и в сопровождении своего соратника-раба Кристиана Бреффу затем отправилась в дом семьи землевладельцев Ван Стелл, где убила трёх её членов.
Некоторые рабовладельцы смогли спастись, покинув остров на лодках, а представители народа акваму тем временем получили контроль над большей частью территории острова. Под руководством Бреффу восставшие успешно захватывали плантации до начала 1734 года, когда французы объединились с датчанами, чтобы помочь тем вернуть остров под свой контроль.
Бреффу покончила с собой, чтобы избежать пленения. Произошло это либо в апреле, либо в мае 1734 года. Её тело было обнаружено в Браунс-Бее вместе с трупами ещё 23 мятежников, также покончивших с собой. Владелец плантации Крейеров выразил в своих записях удивление тем, что «один из лидеров восстания, Баеффу, которого никто из нас не знал и которого мы принимали за мужчину, убившего моего сына Питера Крейера и его жену, был на самом деле женщиной!».